# Domein Zevenkerke

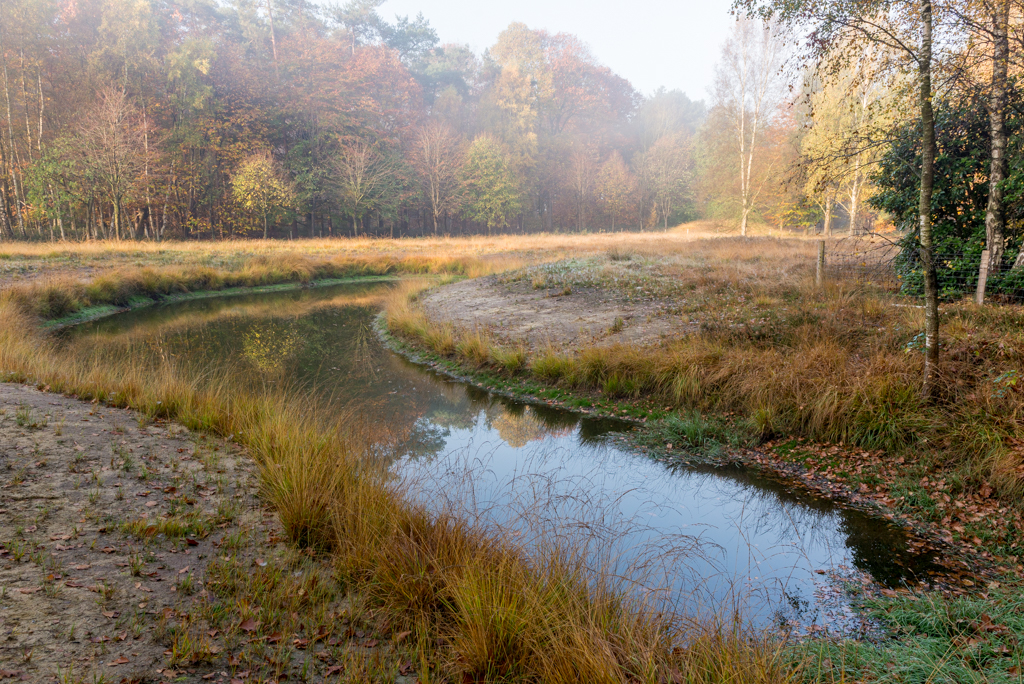
Het ven in Natuurreservaat Zevenkerke

Domein Zevenkerke is natuurreservaat op de domeinen van Abdij Zevenkerke, tussen Varsenare, Zedelgem en Loppem. Het 4 ha grote gebied bestaat voornamelijk uit heideveld en heeft een ven waar libellen en waterjuffers leven.

## Geschiedenis
Het gebied is sinds de middeleeuwen sterk beïnvloed door de Sint-Andriesabdij. Tijdens de Franse tijd in België worden de gronden gebruikt om dennenbomen aan te planten. Wellicht werd het gebied toen ook omgeploegd, waardoor de heidezaden aan de oppervlakte kwamen te liggen. De bovenste 20 centimeter van de bodem is hier nog een getuige van, dit is immers homogeen, humusrijk zand.
Rond 1970 worden de naaldbomen op een 3Ha groot gebied echter gekapt. De nieuw aangeplante bomen -amerikaanse eik, grove den en fijnspar- groeiden echter maar moeizaam. Op de droge, kale grond groeide er echter spontaan schraal grasland en heide. Ook inheemse boomsoorten zoals zomereik en berk begonnen er te groeien.
Rond die periode wordt er rond het huisje in het bos ook een gazon ingezaaid en een bijbehorende vijver gegraven. Ook hier grijpt de natuur haar kans: op het gazon groeit volop heide en de vijver ontwikkelt zich tot een echt heideven met een typische populatie libellen.
Natuurpunt Brugge neemt in 1996 contact op met de Abdij van Zevenkerke met de vraag om de kapvlakte te beheren. Na overleg werd een beheersovereenkomst afgesloten, waardoor Natuurpunt er vanaf 1997 van start kon gaan met natuurbeheer. De eerste maatregelen waren het kappen van de aangeplante en spontaan teruggekeerde bomen, zodat de heide niet zou verbossen. In 1999 wordt ook nog een stuk geplagd om de ondergrondse zaadbank boven te brengen.
Ook het gazon en vijvertje komen nu onder beheer van Natuurpunt, waardoor het totaal beheerde gebied op 4Ha komt.

## Natuurwaarde en beheer
Dit reservaat herbergt verschillende soorten heide, waaronder de zeldzame rode dophei. Het vennetje is de leefplaats van diverse soorten libellen en waterjuffers, waaronder Metaalglanslibel, Venwitsnuitlibel en Zwervende pantserjuffer. Er werden 22 soorten libellen en juffers geteld, en evenveel soorten vlinders.

## Toegankelijkheid
Het gebied ligt op een privaat stuk van de Abdij en is dus enkel toegankelijk met een gids of gedurende beheerswerken.